# Altenir Silva
Altenir Silva (Paranavaí, 7 de junho de 1962) é um roteirista brasileiro. 
Vindo de uma família circense, iniciou suas atividades no cinema em 1983, através de um curso de montagem de cinema, ministrado por Mauro Alice (montador dos filmes do cineasta Hector Babenco) na Cinemateca de Curitiba. 
Em 1984 escreveu, produziu e dirigiu seu primeiro filme, Rei Sol, esse navegador (curta-metragem na bitola super 8). No ano de 1986 ganhou prêmio de melhor roteirista no 1° Concurso de Roteiros e Argumentos do 2° Rio Cine Festival, com a obra Impasse social ou nem Marx, nem Odair José (melhor comédia romântica). 
É formado em Ciências Sociais pela PUC-PR.

## Experiência profissional

### Em cinema
Roteiros
- 2003 - Conexão Japão
- 2002 - O Sal da Terra
- 2001 - Garibaldi in América

Roteiro, direção e produção
- 2005 - A Serenata (curta, 35mm, codireção Paulo J. Friebe) [3]
- 1997 - Tesouros (curta, 16mm.)
- 1991 - O Trem e o Guarda-Roupa (vídeo)
- 1989 - O Candidato (curta, 16mm, codireção Geraldo Pioli)
- 1988 - Morcego (vídeo) / Os Agentes (vídeo)
- 1987 - O Açougueiro do Norte contra o Cineasta Voador (curta, 16mm.)
- 1986 - A Revolução dos Brasis (vídeo)
- 1985 - O SNI de Carlos Drummond de Andrade (curta, 16mm.)

### Em televisão
Rede Record
- 2015-2016 - Roteirista colaborador da telenovela Os Dez Mandamentos, de Vivian de Oliveira
- 2013- Roteirista colaborador da minissérie José do Egito, de Vivian de Oliveira. [4]
- 2012- Roteirista colaborador da minissérie Rei Davi, de Vivian de Oliveira [5]
- 2007 - Roteirista colaborador da telenovela Caminhos do Coração, de Tiago Santiago.  [6]
- 2005/2006 - Roteirista colaborador da telenovela Prova de Amor, de Tiago Santiago, adaptada de A Pequena Órfã, de Teixeira Filho.
- 2004/2005 - Roteirista colaborador da telenovela A Escrava Isaura, de Tiago Santiago e Anamaria Nunes, adaptada da obra de Bernardo Guimarães.

Rede Globo
- 2003/2004 - Redator de A Turma do Didi e Vídeo Show.
- 2002 - Redator da última temporada do Sai de Baixo.
- 1994/2001 - Roteirista com o maior número de argumentos para o programa Você Decide.

CNT
- 1995 - Criador do Pista Dupla, primeiro seriado policial produzido fora do eixo Rio/São Paulo, realizado em Curitiba. [7]
- 1994 - Redator de programas de clips, variedades e da promoção.